# Podskarbi wielki litewski

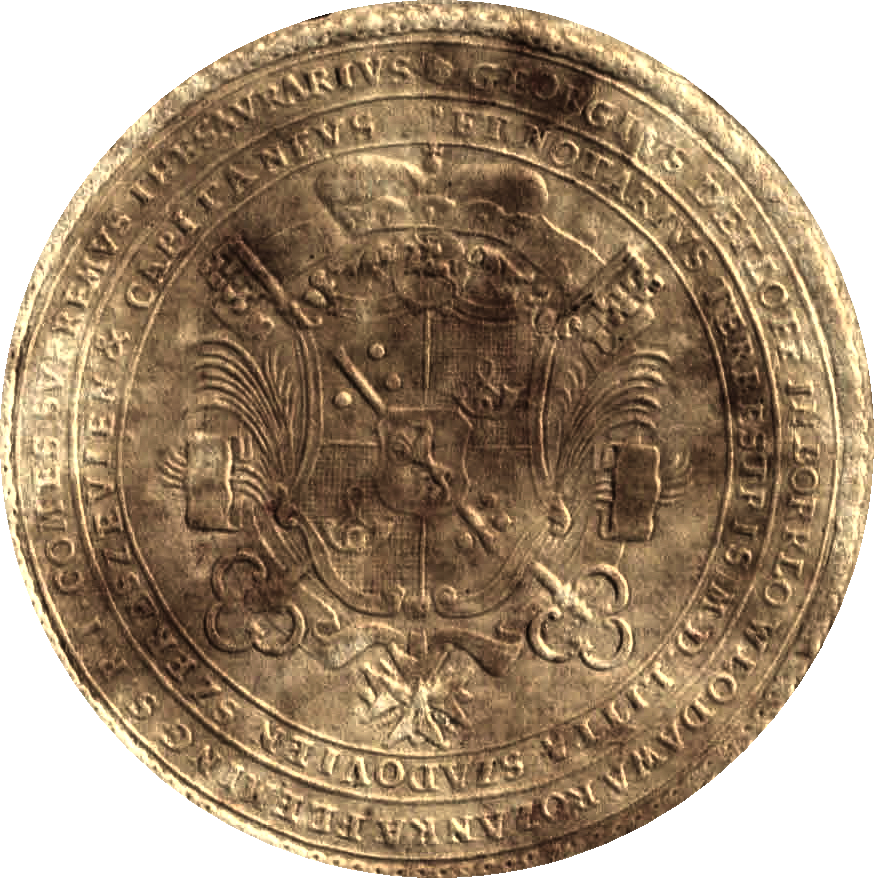
Pieczęć podskarbiego wielkiego litewskiego Jerzego Detloffa Flemminga z 1757 roku

Podskarbi wielki litewski – urząd centralny I Rzeczypospolitej. 
Wyłonił się ze starego urzędu podskarbiego ziemskiego litewskiego.
Był odpowiednikiem podskarbiego wielkiego koronnego dla Litwy, miał taki sam zakres obowiązków. Urząd ten powołał król Zygmunt II August i wprowadził go w 1569 roku do  senatu.

## Lista podskarbich wielkich  litewskich
- Aleksander Jurjewicz
- Iwaszko Aleksandrowicz Sołtan
- Andrzej Aleksandrowicz Sołtan
- Teodor Chreptowicz (1501–1509)
- Bohusz Bohowitynowicz (1509)
- Abraham Ezofowicz (1509–1519)
- Iwan Ostafiewicz Hornostaj (1519–)
- Ostafi Bohdanowicz Wołłowicz (–1566)
- Mikołaj Pawłowicz Naruszewicz (1566–1575)
- Ławryn Woyna (1576–1580)
- Jan Janowicz Hlebowicz (1580–1586)
- Teodor Skumin Tyszkiewicz (1586–1590)
- Dymitr Chalecki (1590–1598)
- Andrzej Zawisza (1598–1604)
- Hieronim Wołłowicz (1605–1618)
- Krzysztof Naruszewicz (1618–1629)
- Stefan Pac (1630–1635)
- Mikołaj Tryzna (1635–1640)
- Mikołaj Kiszka (1640–1644)
- Gedeon Michał Tryzna (1644–1652)
- Wincenty Aleksander Gosiewski (1652–1662)
- Hieronim Kryszpin-Kirszensztein (1663–1676)
- Benedykt Paweł Sapieha (1676–1703)
- Marcjan Dominik Wołłowicz (1703)
- Ludwik Konstanty Pociej(1703–1707)
- Kazimierz Czartoryski (1707–1709)
- Michał Kazimierz Kociełł (1710–1722)
- Stanisław Poniatowski (1722–1731)
- Jan Michał Sołłohub (1731–1746)
- Jerzy Detloff Flemming (1746–1764)
- Michał Brzostowski (1764–1784)
- Stanisław Poniatowski (1784–1790)
- Ludwik Tyszkiewicz (1791–1793)
- Michał Kleofas Ogiński (1793–1796)